# Eustrongylosoma exiguum
Eustrongylosoma exiguum är en mångfotingart som beskrevs av Hoffman 1978. Eustrongylosoma exiguum ingår i släktet Eustrongylosoma och familjen orangeridubbelfotingar. Inga underarter finns listade i Catalogue of Life.